# Terceira etapa de São Paulo da Stock Car Brasil de 2009
A Etapa de São Paulo 3 foi a décima segunda e última corrida da temporada de 2009 da Stock Car Brasil. O vencendor da prova foi o piloto Thiago Camilo.

## Corrida
| Pos | Nº | Piloto             | Equipe               | Voltas | Tempo/Aband. | Grid | Pontos |
| --- | -- | ------------------ | -------------------- | ------ | ------------ | ---- | ------ |
| 1   |    | Thiago Camilo      | Vogel Motorsport     | 27     | 47min04s332  |      | 25     |
| 2   |    | Ricardo Maurício   | RC Competições       | 27     | a 7s539      |      | 20     |
| 3   |    | Max Wilson         | RC Competições       | 27     | a 18s090     |      | 16     |
| 4   |    | William Starostik  | A.Mattheis           | 27     | a 21s423     |      | 14     |
| 5   |    | Cacá Bueno         | Red Bull-WA Mattheis | 27     | a 23s855     |      | 12     |
| 6   |    | Xandinho Negrão    | A.Mattheis           | 27     | a 25s057     |      | 10     |
| 7   |    | Luciano Burti      | Boettger             | 27     | a 36s399     |      | 9      |
| 8   |    | David Muffato      | RC3 Bassani          | 27     | a 38s204     |      | 8      |
| 9   |    | Valdeno Brito      | RCM Motorsport       | 27     | a 38s557     |      | 7      |
| 10  |    | Allam Khodair      | Full Time            | 27     | a 38s857     |      | 6      |
| 11  |    | Daniel Serra       | Red Bull-WA Mattheis | 27     | a 40s084     |      | 5      |
| 12  |    | Paulo Salustiano   | Vogel Motorsport     | 27     | a 41s482     |      | 4      |
| 13  |    | Marcos Gomes       | Action Power         | 27     | a 46s577     |      | 3      |
| 14  |    | Ricardo Zonta      | RZ Racing            | 27     | a 48s664     |      | 2      |
| 15  |    | Átila Abreu        | AMG Motorsports      | 27     | a 52s507     |      | 1      |
| 16  |    | Chico Serra        | Avallone             | 27     | a 53s052     |      |        |
| 17  |    | Popó Bueno         | Hot Car              | 27     | a 56s979     |      |        |
| 19  |    | Tarso Marques      | Action Power         | 27     | a 1min23s649 |      |        |
| 20  |    | Alan Hellmeister   | JF Racing            | 27     | a 1min31s435 |      |        |
| 21  |    | Guto Negrão        | Full Time            | 27     | + 1min43s375 |      |        |
| 22  |    | Duda Pamplona      | Officer Pamplona's   | 26     | + 1 volta    |      |        |
| 23  |    | Ricardo Sperafico  | RZ Racing            | 26     | + 1 volta    |      |        |
| Ret |    | Nonô Figueiredo    | Officer Pamplona's   |        | + 3 voltas   |      |        |
| Ret |    | Alceu Feldmann     | Boettger             |        | + 5 voltas   |      |        |
| Ret |    | Felipe Maluhy      | Avallone             |        | + 10 voltas  |      |        |
| Ret |    | Antonio Jorge Neto | RC3 Bassani          |        | + 16 voltas  |      |        |
| Ret |    | Pedro Gomes        | Amir Nasr            |        | + 19 voltas  |      |        |
| Ret |    | Lico Kaesemodel    | AMG Motorsports      |        | + 19 voltas  |      |        |
| Ret |    | Giuliano Losacco   | JF Racing            |        | + 26 voltas  |      |        |
| Ret |    | Norberto Gresse    | Hot Car              |        | + 27 voltas  |      |        |